# Киевская областная государственная администрация
Киевская областная государственная администрация, КОГА (укр. Київська обласна державна адміністрація) — местная государственная администрация Киевской области.

## История

### Председатели
| Фото | Имя                                                         | Годы жизни | Начало срока     | Конец срока      | Примечания                                          |
| ---- | ----------------------------------------------------------- | ---------- | ---------------- | ---------------- | --------------------------------------------------- |
|      | Иван Маркович Капштык Іван Маркович Капштик                 | род. 1939  | 20 марта 1992    | 6 марта 1995     | Представитель Президента Украины в Киевской области |
|      | Василий Данилович Синько Василь Данилович Сінько            | род. 1939  | 19 июля 1995     | 21 сентября 1996 |                                                     |
|      | Анатолий Андреевич Засуха Анатолій Андрійович Засуха        | род. 1958  | 22 сентября 1996 | 19 января 2005   |                                                     |
|      | Евгений Дмитриевич Жовтяк Євген Дмитрович Жовтяк            | род. 1961  | 4 февраля 2005   | 24 мая 2006      |                                                     |
|      | Валерий Петрович Кондрук Валерій Петрович Кондрук           | род. 1963  | 24 мая 2006      | 16 июня 2006     | исполняющий обязанности                             |
|      | Вера Ивановна Ульянченко Віра Іванівна Ульянченко           | род. 1963  | 16 июня 2006     | 20 мая 2009      |                                                     |
|      | Виктор Михайлович Вакараш Віктор Михайлович Вакараш         | род. 1957  | 20 мая 2009      | 18 марта 2010    | исполняющий обязанности до 17 сентября 2009 года    |
|      | Анатолий Иосифович Присяжнюк Анатолій Йосипович Присяжнюк   | род. 1957  | 18 марта 2010    | 2 марта 2014     |                                                     |
|      | Владимир Николаевич Шандра Володимир Миколайович Шандра     | род. 1963  | 2 марта 2014     | 3 февраля 2016   |                                                     |
|      | Максим Дмитриевич Мельничук Максим Дмитрович Мельничук      | род. 1973  | 3 февраля 2016   | 28 октября 2016  |                                                     |
|      | Александр Любомирович Горган Олександр Любомирович Горган   | род. 1975  | 28 октября 2016  | 30 октября 2018  |                                                     |
|      | Александр Дмитриевич Терещук Олександр Дмитрович Терещук    | род. 1964  | 30 октября 2018  | 11 июня 2019     |                                                     |
|      | Вячеслав Анатольевич Кучер В’ячеслав Анатолійович Кучер     | род. 1975  | 11 июня 2019     | 9 июля 2019      | исполняющий обязанности                             |
|      | Михаил Каренович Бно-Айриян Михайло Каренович Бно-Айріян    | род. 1984  | 10 июля 2019     | 28 октября 2019  |                                                     |
|      | Алексей Михайлович Чернышов Олексій Михайлович Чернишов     | род. 1977  | 28 октября 2019  | 4 марта 2020     |                                                     |
|      | Василий Геннадиевич Володин Василь Геннадійович Володін     | род. 1979  | 11 марта 2020    | 8 февраля 2022   | исполняющий обязанности до 17 июня 2020 года        |
|      | Алексей Владимирович Кулеба Олексій Володимирович Кулеба    | род. 1983  | 8 февраля 2022   | 15 марта 2022    |                                                     |
|      | Александр Алексеевич Павлюк Олександр Олексійович Павлюк    | род. 1970  | 15 марта 2022    | 21 мая 2022      |                                                     |
|      | Алексей Владимирович Кулеба Олексій Володимирович Кулеба    | род. 1983  | 21 мая 2022      | 24 января 2023   |                                                     |
|      | Дмитрий Юрьевич Назаренко Дмитро Юрійович Назаренко         | род. 1985  | 25 января 2023   | 10 апреля 2023   | исполняющий обязанности                             |
|      | Руслан Андреевич Кравченко Руслан Андрійович Кравченко      | род. 1990  | 10 апреля 2023   | 30 декабря 2024  |                                                     |
|      | Николай Владимирович Калашник Микола Володимирович Калашник | род. 1990  | 24 марта 2025    |                  |                                                     |

## Структура
- Департамент агропромышленного развития
- Департамент экологии и природных ресурсов
- Департамент экономики
- Департамент финансов
- Департамент градостроительства и архитектуры
- Департамент регионального развития
- Департамент жилищно-коммунального хозяйства и энергоэффективности
- Департамент образования и науки
- Департамент здравоохранения
- Департамент социальной защиты населения
- Департамент гражданской защиты, обороны и взаимодействия с правоохранительными органами
- Департамент коммуникаций
- Управление культуры, национальностей и религий
- Управление физической культуры и спорта
- Управление внутреннего развития
- Управление инфраструктуры
- Управление молодёжной политики и национально-патриотического воспитания
- Служба по делам детей и семьи
- Государственный архив области

## Руководство
- Глава — Калашник Николай Владимирович
- Первый заместитель главы — Назаренко Дмитрий Юрьевич[укр.]
- Заместитель главы — Белецкий Сергей Владимирович
- Заместитель главы — Бойко Николай Николаевич
- Заместитель главы — Власюк Виталий Викторович
- Заместитель главы — Осипенко Жанна Жоржовна
- Заместитель главы — Торкунов Олег Николаевич
- Заместитель главы по вопросам цифрового развития, цифровых трансформаций и цифровизации — Братусь Андрей Васильевич
- Руководитель аппарата — Новикова Ольга Олеговна[6]

## Издания
- Газета «Время Киевщины»